# Tempel

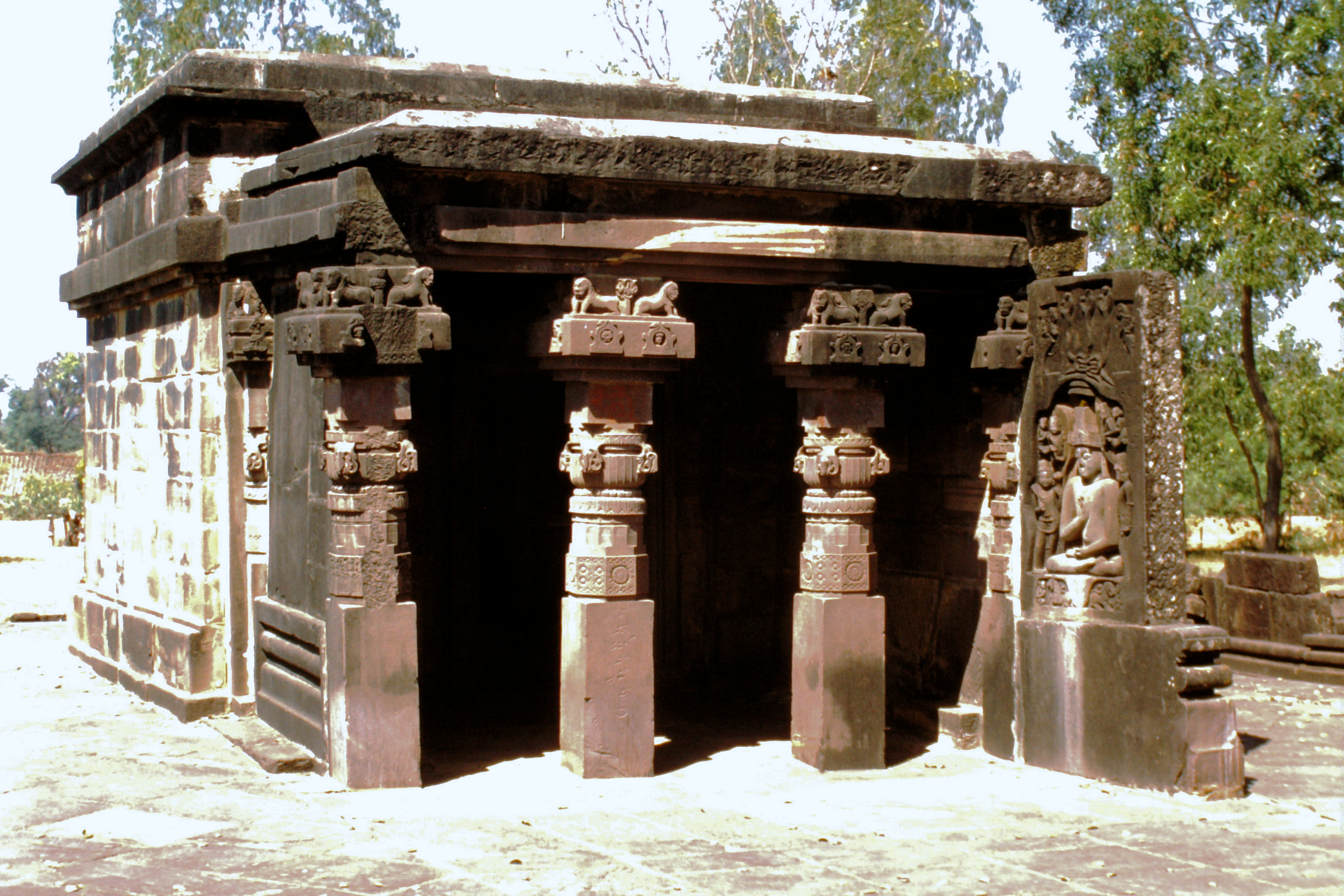
Kankali-Devi-Tempel bei Tigawa, Nordindien, (um 420)

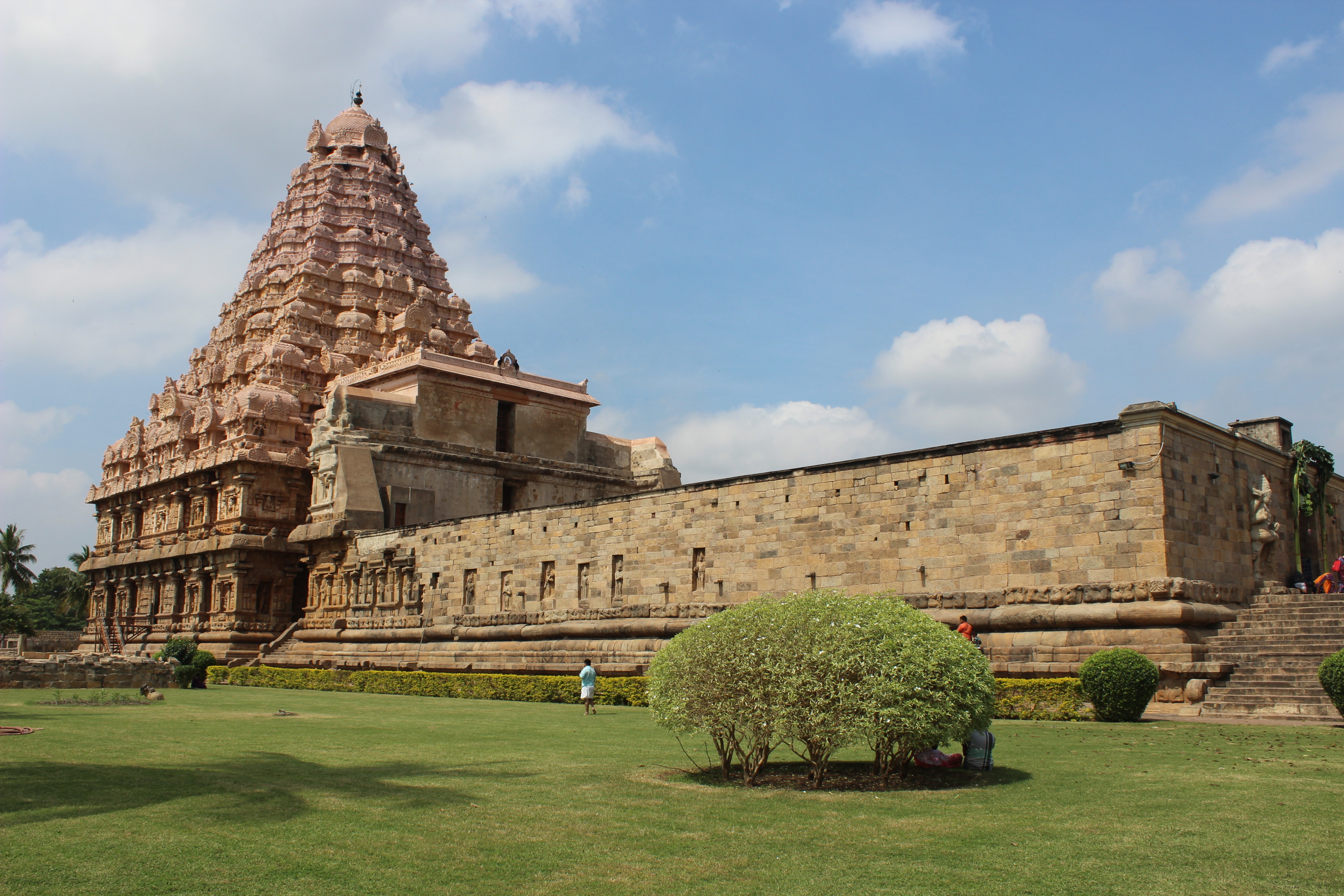
Südindischer Tempel: Brihadisvara-Tempel, Gangaikonda Cholapuram, (um 1030)

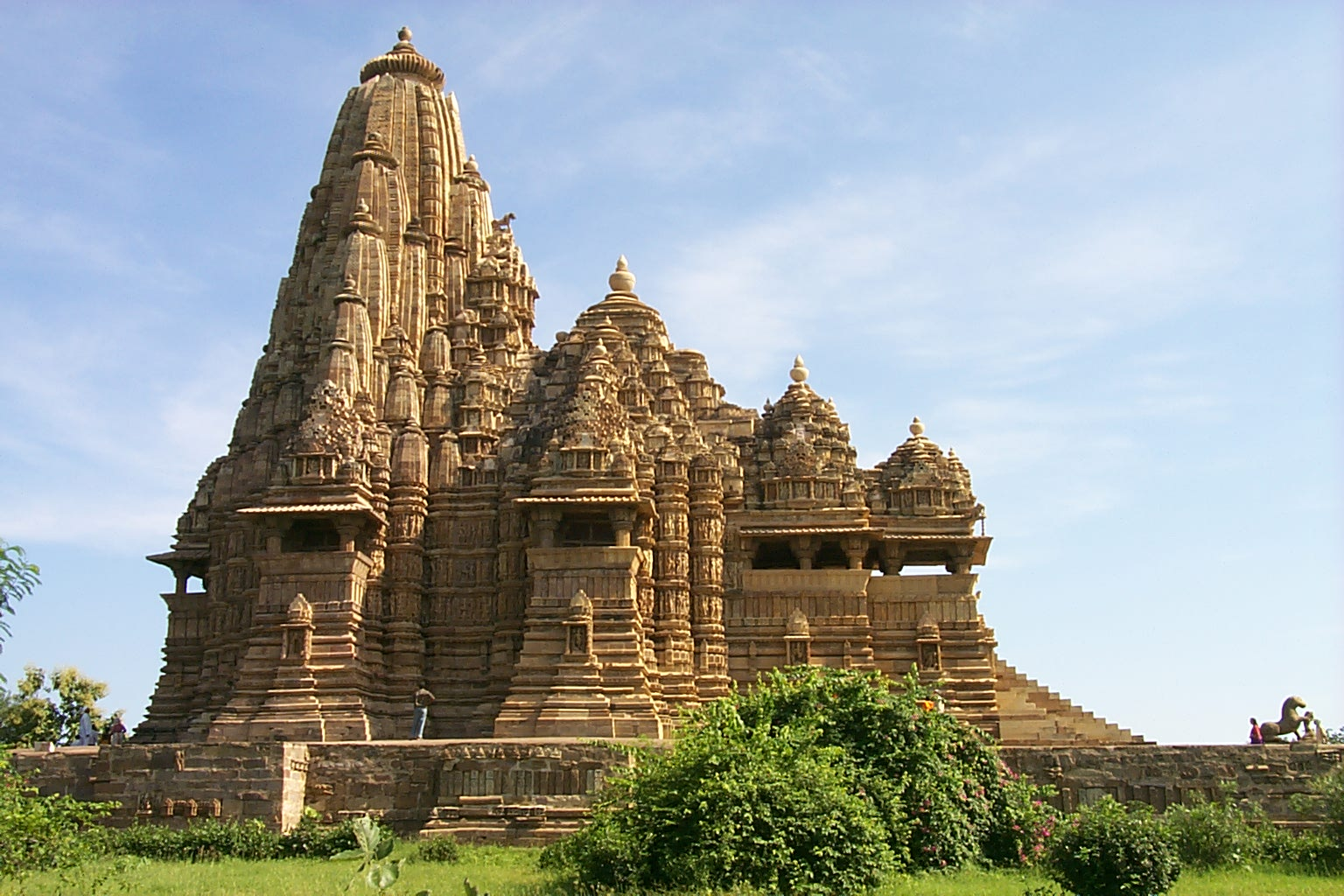
Nordindischer Tempel: Kandariya-Mahadeva-Tempel, Khajuraho (um 1050)

Tempel (über althochdeutsch tëmpal, ‚Heiligtum‘, mit anderen christlichen Wörtern im 8. Jahrhundert entlehnt von lateinisch templum) ist die deutsche Bezeichnung von Gebäuden, die seit dem Neolithikum in vielen Religionen als Heiligtum dienten. Von der Grundbedeutung des Wortes ausgehend ist lateinisch templum (in den antiken Religionen, der etruskischen und römischen Religion) zunächst nichts anderes als ein vom Bereich des Profanen abgegrenzter Bezirk, in dem Auguren die Beobachtung und Deutung des Vogelfluges und anderer Zeichen ausübten. In der altgriechischen Religion war der Tempel der Aufbewahrungsort für das Götterbild, während die Gottesverehrung und das rituelle Opfer im Freien, am Altar, der sich ebenfalls innerhalb des Temenos genannten heiligen Bezirks befand, stattfanden.

## Definition und Charakteristiken
Ein Tempel (von lateinisch templum: „der vom Augur mit dem Stab am Himmel und auf der Erde abgegrenzte Beobachtungsbezirk, innerhalb dessen der Vogelflug beobachtet werden soll, oder der Aussichtsplatz für die Vogelschau“, später „jeder geweihte Bezirk“) kann als eine Überbauung eines sakralen Ortes (Kultstätte, Sakralbau) definiert werden, der bestimmte charakteristische Merkmale aufweist:
- ein Tempel ist im Allgemeinen ein Ort, der als heilig angesehen wird und der mit spirituell-religiösen Praktiken und Glaubensüberzeugungen verbunden ist;[4]
- Tempel zeichnen sich durch spezifische architektonische Stile und Gestaltungen aus, die oft symbolische Bedeutung haben, die religiöse Funktion des Gebäudes betonen;[5]
- innerhalb eines Tempels bzw. einer Tempelanlage gibt es oft spezielle Bereiche, die für Rituale, Gebete, Kulte, Opferungen oder Zeremonien genutzt werden;
- in vielen Kulturen sind Tempel Orte, die nur bestimmten Personen (Priester) oder unter bestimmten Bedingungen zugänglich sind, bzw. Kompartimente innerhalb des Gesamtkomplexes, was ihre sakrale Bedeutung verstärkt;
- Tempel sind häufig mit Symbolen und Kunstwerken (Bildende Kunst) geschmückt, die religiöse Geschichten oder Glaubensüberzeugungen darstellen und die spirituelle Atmosphäre des Ortes fördern.[6]

Die ältesten Bauten, auf die die Bezeichnung direkt angewendet wird, sind die Tempel von Göbekli Tepe (ab ca. 9600 v. Chr.) und die maltesischen Tempel (ab 3800 v. Chr.).

## Ägyptische Tempel

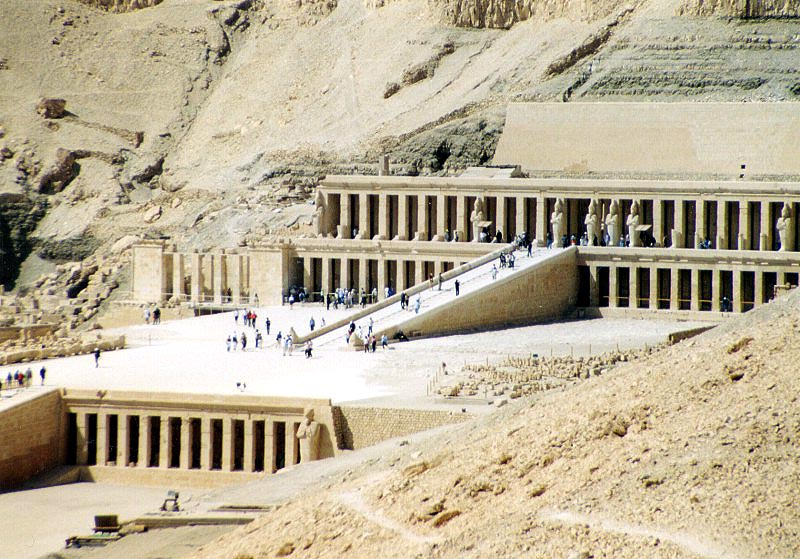
Totentempel der Hatschepsut aus dem alten Ägypten in Deir el-Bahari

Zu den ältesten steinernen Tempelbauten gehören die nur teilweise erhaltenen Totentempel der Ägypter, die in der Frühzeit vielerorts an die Grabbauten der Pharaonen (Mastabas und Pyramiden) gebunden waren; später lösten sich viele Tempel aus der Bindung an den Pharaonenkult und bildeten eigenständige, aus mehreren hintereinander liegenden und von riesigen Pylonen unterteilte Baukomplexe – so der riesige, über einen langen Zeitraum erbaute und dem Gott Amun-Re geweihte Karnak-Tempel bei Luxor. Im Tal der Könige finden sich nur noch Grabstätten, aber keine religiösen Bauwerke mehr; bedeutende Ausnahmen stellen jedoch die Totentempel aus der dem Tal der Könige gegenüberliegenden Nekropole von Deir el-Bahari dar, allen voran der Totentempel der Hatschepsut († um 1450 v. Chr.).

## Tempel in Mesopotamien
Eine wichtige Bauform der mesopotamischen Tempel war die Zikkurat. Es war ein Tempelturm in Form einer Stufenpyramide, wobei sich das Allerheiligste auf der obersten Plattform befand. Zumindest auf einigen Zikkuraten wurde nach der Überlieferung hier die Heilige Hochzeit zwischen dem König und einer Priesterin als Vertreterin der Stadtgöttin vollzogen.

## Die israelitischen Heiligtümer

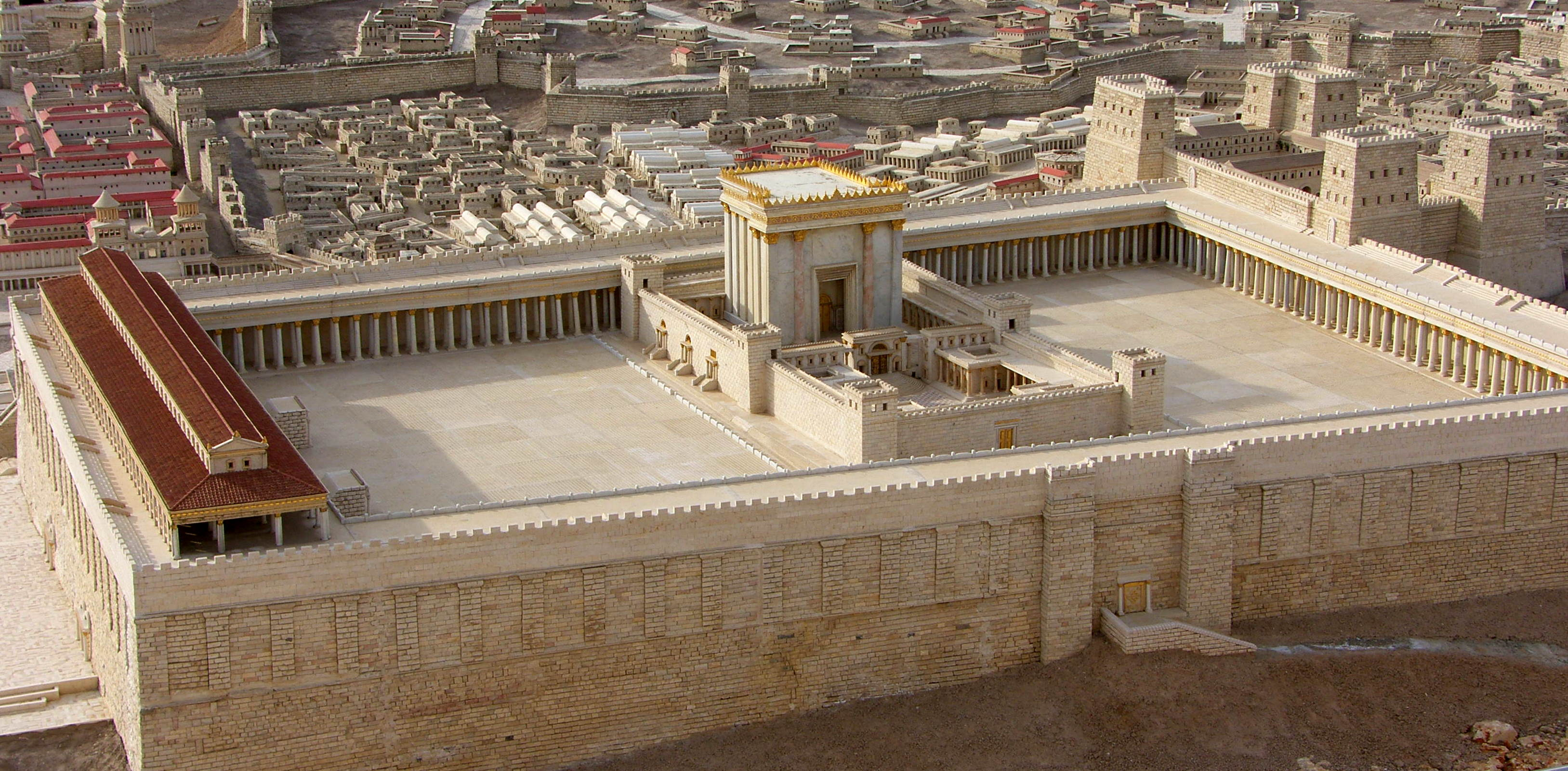
Herodianischer Tempel, bildliche Rekonstruktion

Die Hebräer besaßen jeweils nur ein einziges offizielles Heiligtum zur gleichen Zeit, obgleich es weitere untergeordnete Heiligtümer gab. Das älteste israelitische Heiligtum war der Mischkan bzw. die Stiftshütte, auch „Zelt der Zusammenkunft“ (hebr. אֹהֶל מוֹעֵד, ohel mo'ed) genannt, von dem in der Hebräischen Bibel berichtet wird. Als erster Steinbau wurde um 950 v. Chr. der salomonische Tempel errichtet. Nach seiner Zerstörung durch Nebukadnezar II. im Jahr 586 v. Chr. wurde durch Serubbabel bis 515 v. Chr. der Zweite Tempel errichtet. Nach seiner Umgestaltung und Erweiterung durch Herodes den Großen wurde er auch herodianischer Tempel genannt. Die Tempel des Judentums unterschieden sich von den Tempeln des klassischen Altertums, große Vorhöfe mit Brandopferaltar und ein vielgliedriges Tempelgebäude mit mehrgeschossigen Zimmerfluchten waren ihr Kennzeichen. Der herodianische Tempel auf dem Tempelberg zu Jerusalem wurde im Jahr 70 nach Christi Geburt in der Regierungszeit des Kaisers Vespasian von den Römern zerstört. Heute erheben sich auf dem Tempelberg der moslemische Felsendom mit seiner goldenen Kuppel und die Al-Aqsa-Moschee.
Aus der Barockzeit stammt ein mehr als 12 m² großes Holzmodell des Salomonischen Tempels, das von 1680 bis 1692 in Dresden gebaut wurde. Seit dem Jahre 1734 wurde es im Wallpavillon des Dresdner Zwingers zusammen mit anderen Judaica ausgestellt und war dort bis in die 1830er Jahre zu sehen. Es erreichte über verschiedene Umwege etwa Ende des 19. Jahrhunderts Hamburg und steht heute im Museum für Hamburgische Geschichte. Zu diesem Modell gaben Michael Korey und Thomas Ketelsen im Jahre 2010 im Deutschen Kunstverlag einen Band mit dem Titel Fragmente der Erinnerung. Der Tempel Salomons im Dresdner Zwinger heraus.
Seit dem 19. Jahrhundert wurden Reformsynagogen häufig Tempel genannt. Der erste Tempel dieser Art war der Israelitische Tempel in Hamburg. Die Orientierung auf den Tempel in Jerusalem wurde umgedeutet auf den Tempel vor Ort.

## Tempel der Griechen

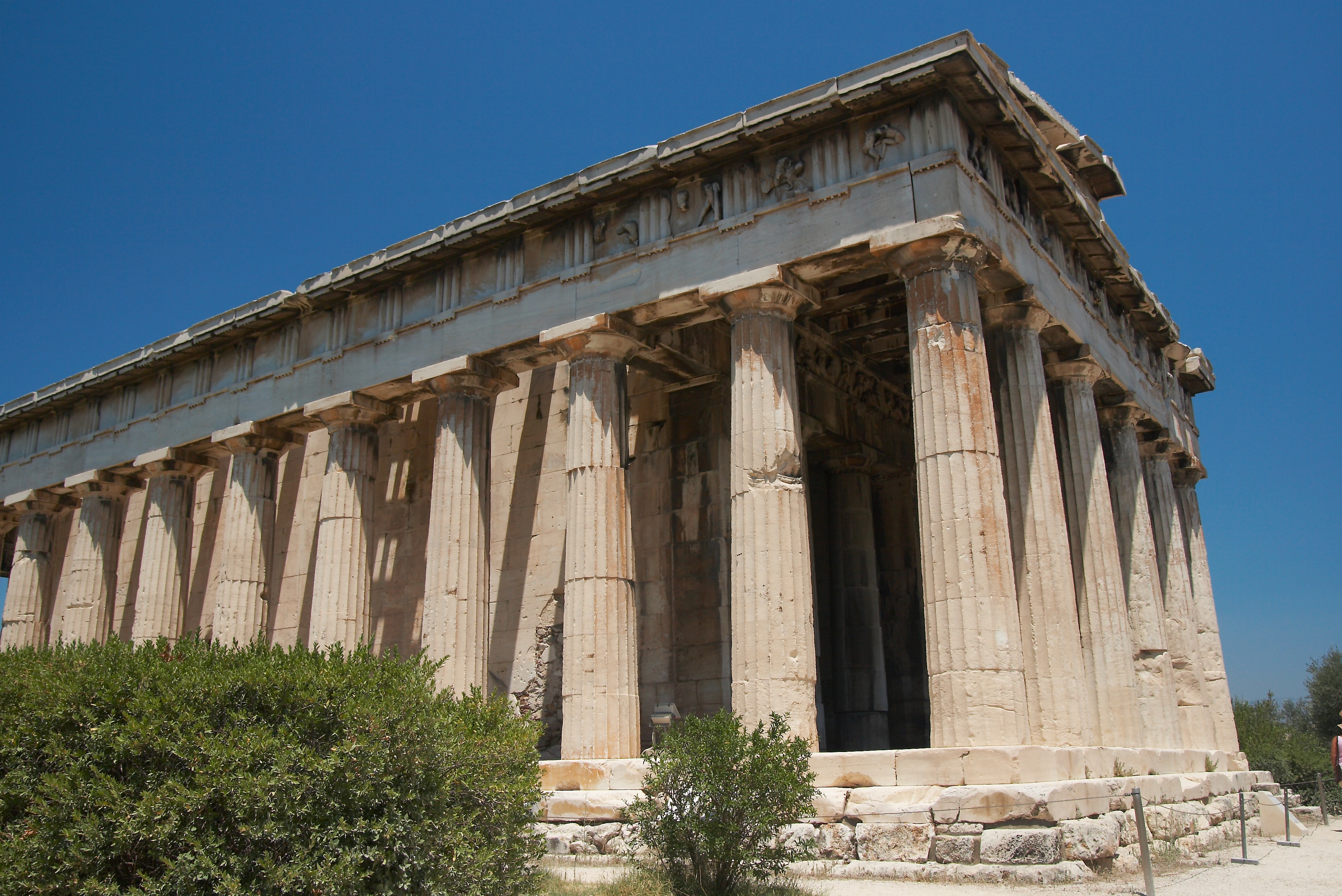
Tempel des Hephaistos in Athen

Der griechische Tempel (altgriechisch ὅ ναός – Wohnung, inhaltlich nicht gleichzusetzen mit dem lateinischen templum – Tempel) ist ursprünglich das Kultbild bergende Gebäude eines griechischen Heiligtums. Er diente im Allgemeinen nicht dem Kult, da die Gottesverehrung ebenso wie Opfer im Freien stattfand, konnte aber Weihgeschenke oder Kultgerät aufnehmen. Der Tempel war also kein zwingend erforderlicher Bestandteil eines griechischen Heiligtums. Er ist der bedeutsamste und am weitesten verbreitete Gebäudetypus der griechischen Baukunst.
Innerhalb weniger Jahrhunderte entwickelten die Griechen den Tempel von den kleinen Lehmziegelbauten des 9. und 8. Jahrhunderts v. Chr. zu monumentalen Bauten mit doppelten Säulenhallen des 6. Jahrhunderts v. Chr., die ohne Dach leicht über 20 m Höhe erreichten. Für die Gestaltung griffen sie hierbei auf die landschaftlich geprägten Bauglieder der dorischen und der ionischen Ordnung zurück, zu denen ab dem späten 3. Jahrhundert v. Chr. die korinthische Ordnung trat. Eine Vielzahl unterschiedlicher Grundrissmöglichkeiten wurde entwickelt und mit den verschiedenen Ordnungen der aufgehenden Architektur kombiniert. Ab dem 3. Jahrhundert v. Chr. ließ der Bau großer Tempel nach, um nach einer kurzen letzten Blüte im 2. Jahrhundert v. Chr. vollständig zum Erliegen zu kommen. Der griechische Tempel wurde nach festen Regeln entworfen und gebaut, deren wichtigste Bezugsgrößen der untere Durchmesser der Säulen oder die Maße des Fundamentes sein konnten. Optische Verfeinerungen lösten die Starre der sich so ergebenden fast mathematischen Gestaltungsgrundlagen. Entgegen heute immer noch verbreiteter Vorstellung waren die griechischen Tempel bemalt, wobei satte Rot- und Blautöne neben das dominierende Weiß traten. Überaus reich war bei aufwendig gestalteten Tempeln der figürliche Schmuck in Form von Reliefs und Giebelfiguren. In der Regel wurden die Bauten von Städten und Heiligtumsverwaltungen beauftragt und finanziert, doch konnten auch Einzelpersonen, meist hellenistische Herrscher, als Bauherren und Stifter auftreten.

## Tempel der Römer

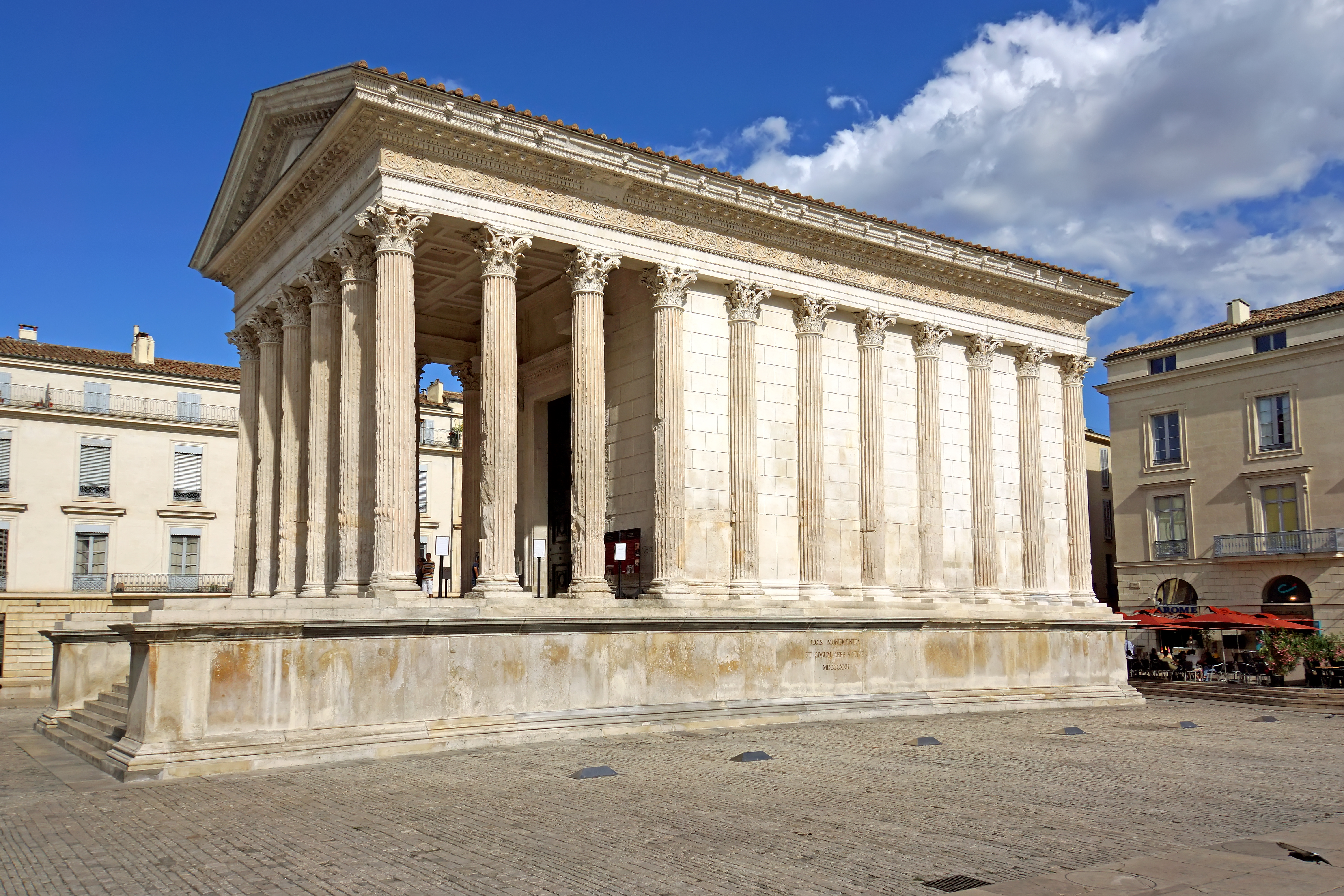
Maison Carrée in Nîmes

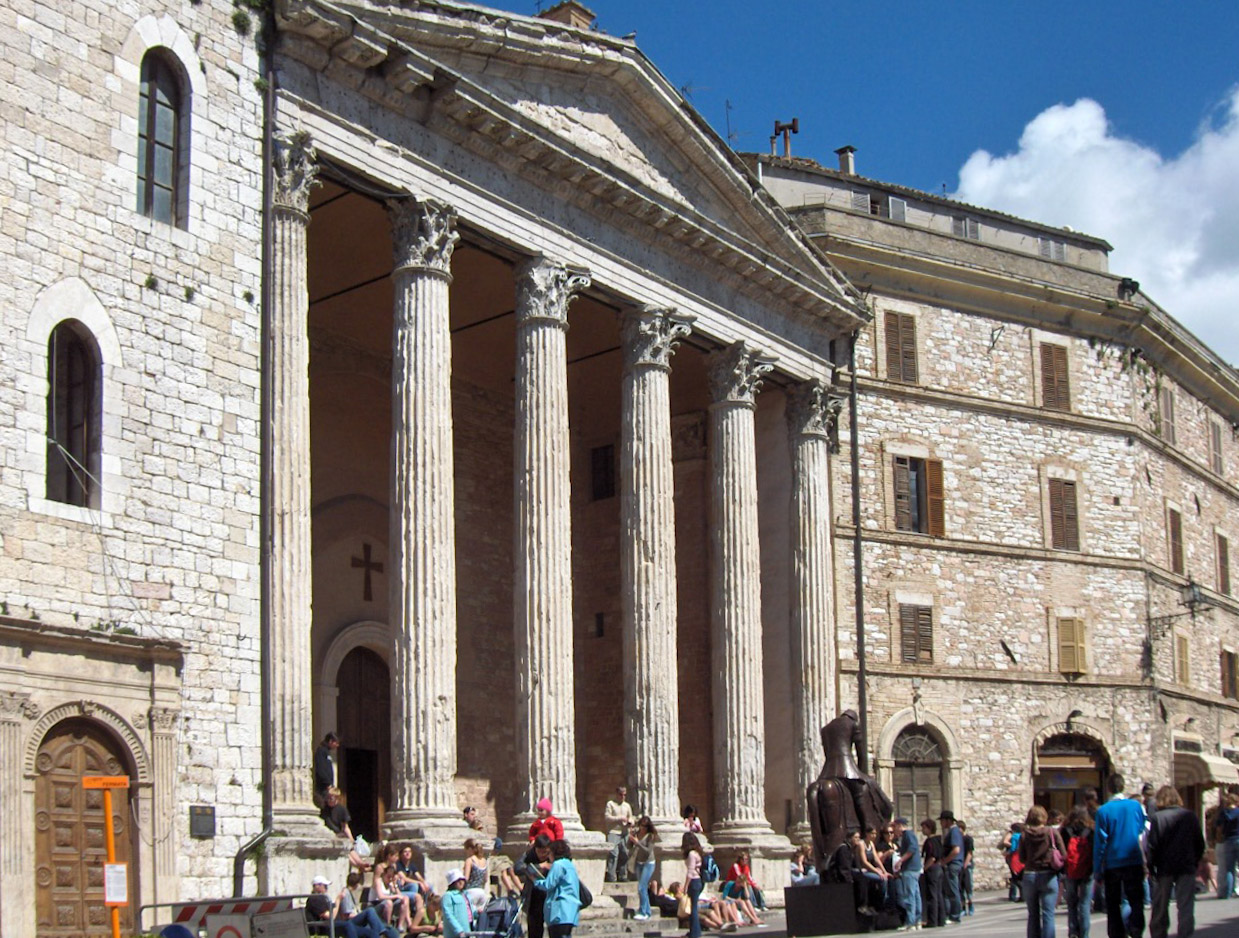
Santa Maria sopra Minerva, ein zu einer Kirche umgewandelter antiker Tempel in Assisi

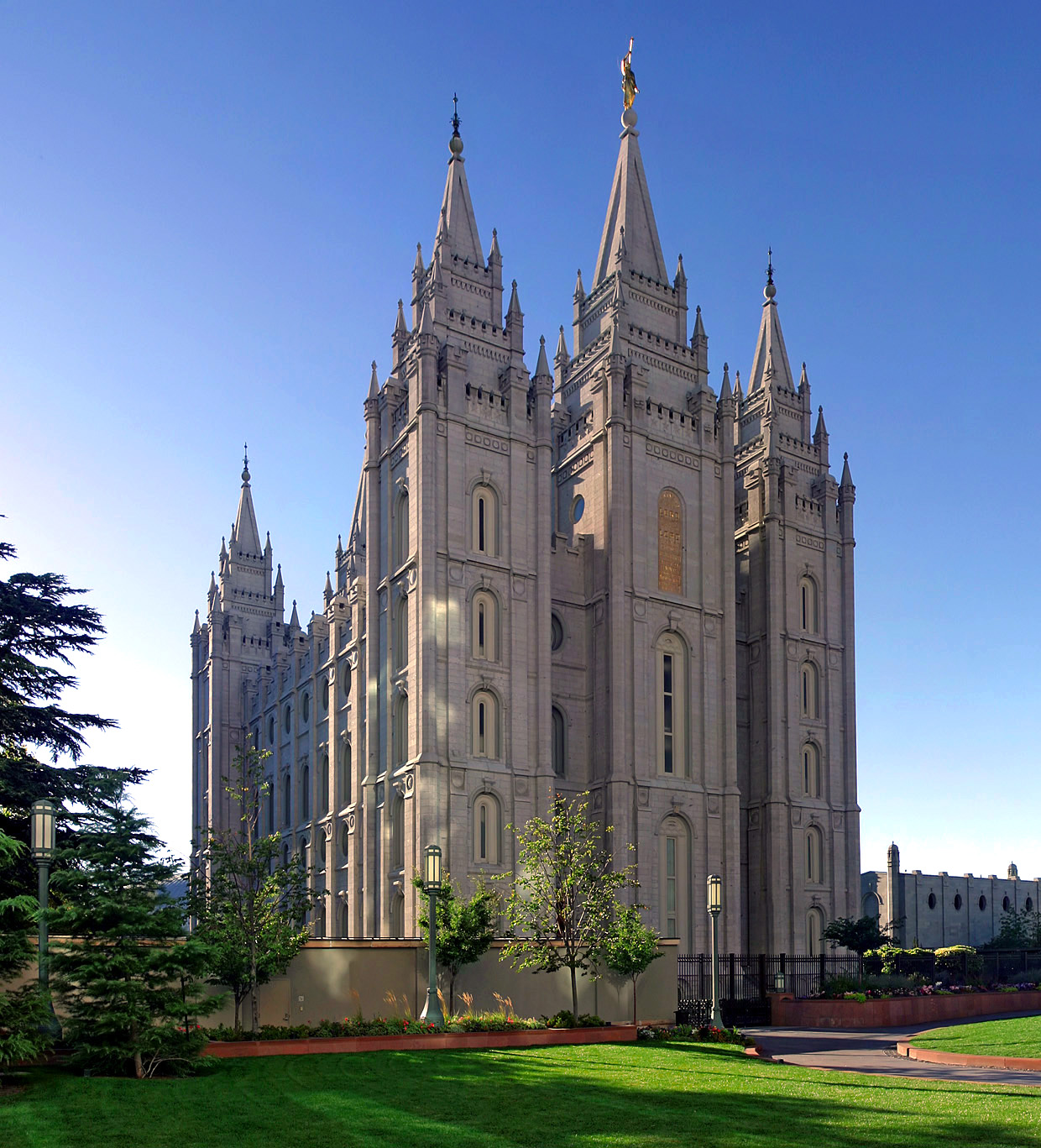
Mormonen-Tempel in Salt Lake City

Der Begriff Tempel ist eine direkte Entlehnung aus dem Lateinischen. Templum stellt sich zum griechischen Verbum τέμνω (= schneiden) oder zum indogermanischen *temp- (spannen, strecken). Ursprünglich bezeichnete templum jenen Bereich, den der Augur aus der natürlichen Topographie „herausschnitt“ oder „umspannte“, um in diesem Bereich seine Beobachtungen zu machen. Nur dasjenige wurde als Auspizien gedeutet und zum göttlichen Zeichen erhoben, was in diesem Bereich, eben im templum, geschah. Diese Tätigkeit des Auguren nannte man contemplatio, woher sich der Begriff der Kontemplation, die verinnerlichte Betrachtung, ableitet. Die Entwicklung zum Gebäude verlief vermutlich dergestalt, dass ein solches Fanum, also Heiligtum, später materiell vom „Profanen“, also der sich außerhalb des Heiligtums befindenden Welt, abgetrennt wurde. Immerhin galten die Zeichen als Manifestationen eines Gottes, und damit beanspruchte dieser Gott dann das Areal für sich.
Im römischen Sakralbau vermischen sich etruskische und griechische Einflüsse. Die etruskischen Tempel erheben sich auf einem hohen Sockel als Unterbau und setzen sich somit deutlich von der Umgebung ab. Sie sind richtungsbezogen und haben einen rechteckigen Grundriss. Eine Freitreppe an der Schmalseite führt in die Vorhalle, eine offene Säulenhalle, die vor der oft dreiteiligen Cella, dem Innenraum, liegt. Das Ganze wird von einem flachen Satteldach mit Tonziegeln abgedeckt.
Die römischen Tempel übernehmen die etruskischen Vorbilder, griechische Einflüsse werden aber im Laufe der Zeit – vor allem nach der römischen Eroberung Griechenlands im 2. Jahrhundert v. Chr. – immer stärker: der Grundriss wird in Längsrichtung gestreckt, die Cella wird im Verhältnis zur Vorhalle größer, ihre Dreiteilung wird zugunsten eines Großraums aufgegeben. Ein gut erhaltenes Beispiel aus augusteischer Zeit ist die Maison Carrée in Nîmes.

## Tempel im Christentum
Im Judenchristentum spielte in der ersten Zeit der Jerusalemer Tempel noch eine Rolle. Da sich Jesus kritisch gegenüber dem Tempel verhalten hatte und der getaufte Mensch selbst als Tempel Gottes verstanden wurde, endete der Tempelkult im Christentum mit der Zerstörung des Herodianischen Tempels.
Ab Konstantin I. (Rom) entstand eine neue Form in den Kirchenbauten. Die Bauform der Basilika ist grundsätzlich eine neutrale, da auch Gerichts- und Marktgebäude ähnlich aussahen, hatte zuletzt aber auch dem Kult der vergöttlichten Kaiser gedient und machte insofern die Ablösung des Kaiserkultes durch die neue Religion sichtbar.
Auch in der Orthodoxen Kirche werden die Gotteshäuser als Tempel (griechisch naos) bezeichnet, während das Wort Kirche (griechisch ekklesia) nur für die Gemeinschaft selbst verwendet wird.
Unter den neueren Gemeinschaften auf christlicher Basis ist die Kirche Jesu Christi der Heiligen der Letzten Tage („Mormonen“) für ihre weltweit errichteten Tempel bekannt. Eine weitere Gemeinschaft, die sich auf die gleiche Gründerfigur Joseph Smith beruft, die Gemeinschaft Christi, besitzt zwei Tempel. Auch die Gemeinschaft in Christo Jesu nennt ihr zentrales Heiligtum, die Eliasburg, Tempel.

## Tempel im Hinduismus
Im Hinduismus repräsentiert der Tempel (mandir) den Kosmos schlechthin. Im Tempel „berühren“ sich die Welt der Götter und die Welt der Menschen. Im Gegensatz zu den Hausriten ist der Tempelbesuch für gläubige Hindus jedoch nicht obligatorisch.

## Tempel im Buddhismus

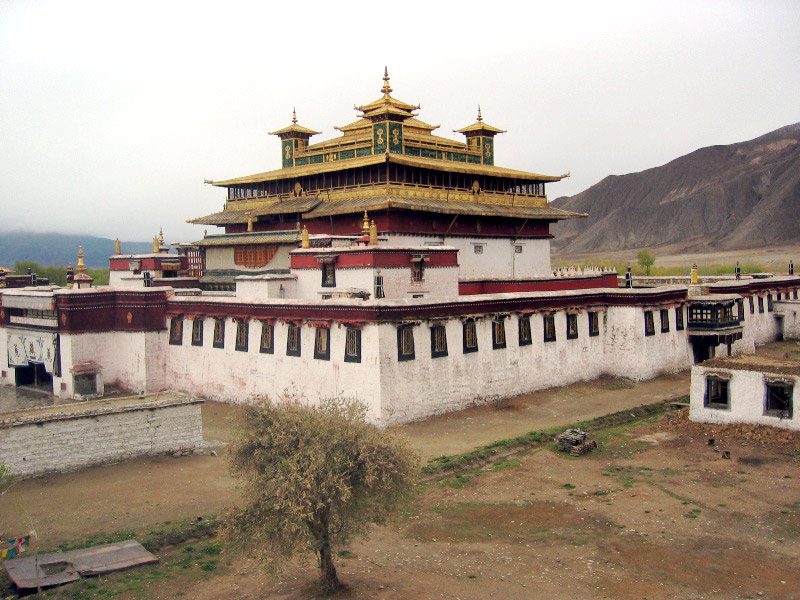
Buddhistische Tempel- und Klosterlage Samye in Tibet

Zu den Religionen, die Tempel als Heiligtümer haben, gehört der Buddhismus, zu dem auch Zen, Tantra(-ismus) und Lamaismus zählen. Im Buddhismus ist der Begriff Tempel eng mit Kloster verbunden und nicht immer klar zu trennen.
Wichtige Elemente eines buddhistischen Tempels sind Pagode und die Dhamma-Halle für Zeremonien und Lehrvorträge, in Thailand auch Bot und in Japan Zendo genannt.
Ein Ritual, das in Tempeln häufig abgehalten wird, ist die Puja, eine Andacht zu Ehren Buddhas. Es werden zwar auch kleine Opfer wie Rauch, Blumen, Speiseopfer etc. erbracht, aber große Opfer wurden von Buddha als sinnlos abgelehnt.
Die Tempel können je nach Schule und Kulturkreis sehr unterschiedlich sein. So sind z. B. Indien und Sri Lanka für ihre Höhlentempel bekannt. Mit der Verbreitung in Deutschland entstanden auch dort buddhistische Tempel, die den klimatischen und kulturellen Bedürfnissen angepasst sind, wie z. B. Das Buddhistische Haus.

## Tempel im Shintō
Zur besseren Unterscheidung von den buddhistischen Tempeln in Japan hat sich für die religiösen Baustätten des Shintō der Begriff „Schrein“ bzw. „Shintō-Schrein“ eingebürgert, obwohl lange Zeit in Japan kein wesentlicher Unterschied zwischen den Religionen Buddhismus und Shintō gemacht wurde.

## Tempel der Bahai

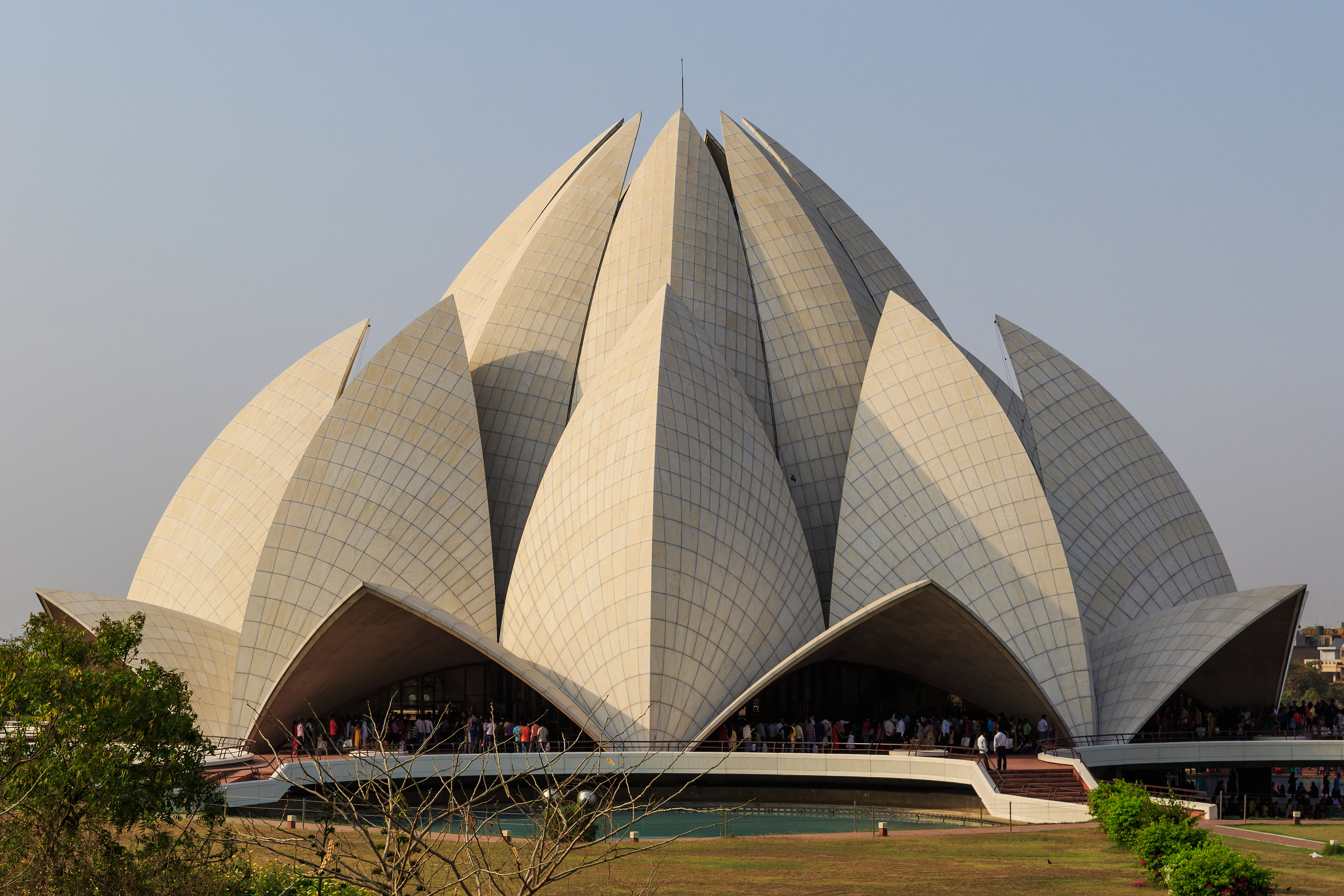
Lotustempel der Bahai in Delhi

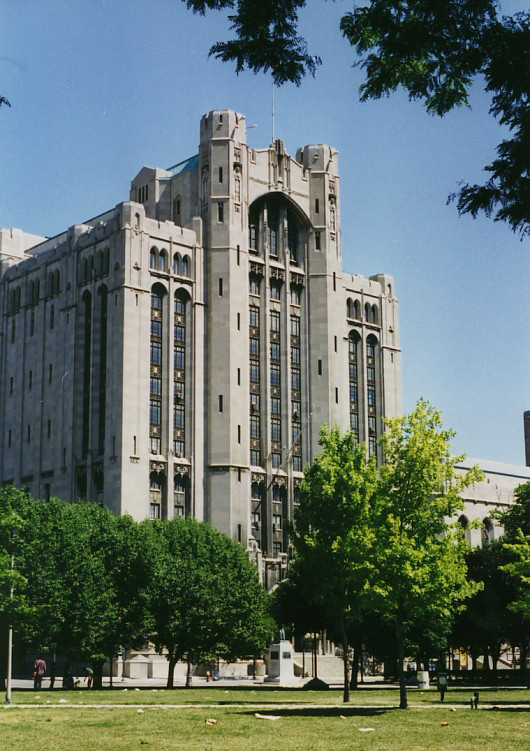
Freimaurertempel in Detroit

Die Bahai errichten weltweit ihre Häuser der Andacht, die der Einheit der Religionen gewidmet sind und allen Menschen offenstehen. Im Mittelpunkt der Andacht stehen die Heiligen Schriften aller Weltreligionen, welche ohne Predigt, Auslegung oder Kommentar in der Originalsprache oder Übersetzung rezitiert werden.
Gesungene Gebete in allen Sprachen und spirituellen Traditionen der Menschheit sind in den Tempeln willkommen. Die Akustik des zentral angelegten Kuppelbaus trägt die menschliche Stimme. Keine anderen Geräusche sollen die individuelle Reflexion und Meditation stören.
In der Kuppelspitze, der Ampel, ist eine arabische Kalligrafie zu sehen, ein Ausdruck des Lobpreises: „O Herrlichkeit des Allherrlichen!“. Ein weiteres Merkmal verbindet die Tempel: Neun Tore nach allen Seiten symbolisieren die Offenheit für die Anhänger der verschiedenen Religionen.
Ansonsten zeichnen sich die Häuser der Andacht gerade durch ihre architektonische Vielfalt aus, die ganz bewusst verschiedene Stile und Symbole der unterschiedlichen Kulturen repräsentieren.
Der bekannteste Bahai-Tempel steht in Delhi, Indien, und ist als Lotustempel bekannt.

## Tempel des Voodoo
Die Tempel des haitianischen Voodoo werden als Hounfours bezeichnet.

## Tempel der Freimaurer
Die Freimaurer bezeichnen die Versammlungsstätten ihrer Logen als Tempel. Dabei kann das gesamte Gebäude – so vor allem in den USA – oder auch nur der Raum für die rituellen Arbeiten in diesem Gebäude so bezeichnet werden. Freimaurertempel zeichnen sich häufig durch einen eigenen „masonischen Architekturstil“ aus.

## Tempel in Mesoamerika (Maya, Tolteken, Azteken u. a.)
Die mesoamerikanischen Tempel stehen – von wenigen Ausnahmen (z. B. Malinalco) abgesehen – auf einem gestuften und mehr oder weniger hohen Unterbau, der auch über dem Grab eines Priesterkönigs oder anderer Personen errichtet worden sein konnte (siehe Tempelpyramide). Der eigentliche Tempel bestand ursprünglich aus Astgeflecht und Blattwerk oder Stroh; Steintempel sind das Resultat späterer Entwicklungen. Bis in die Spätzeit hinein bestand er nur aus einem kleinen, durch das nicht verschließbare Portal belichteten Raum, in welchem ein (oft blutverschmiertes) Götterbild aufgestellt war. Die Außenseite der Steintempel war in der Regel verputzt und farbig bemalt. Zahlreiche Maya-Tempel verfügten darüber hinaus über einen imposanten steinernen Dachaufbau (crestería).

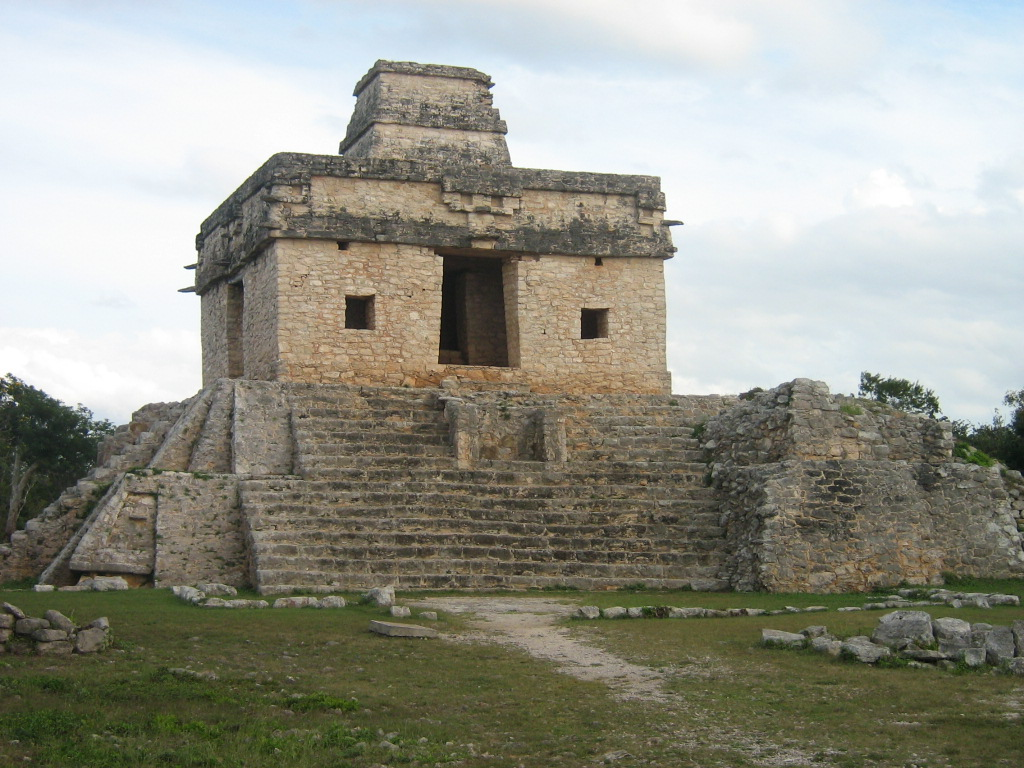
Maya-Tempel in Dzibilchaltún (um 650)
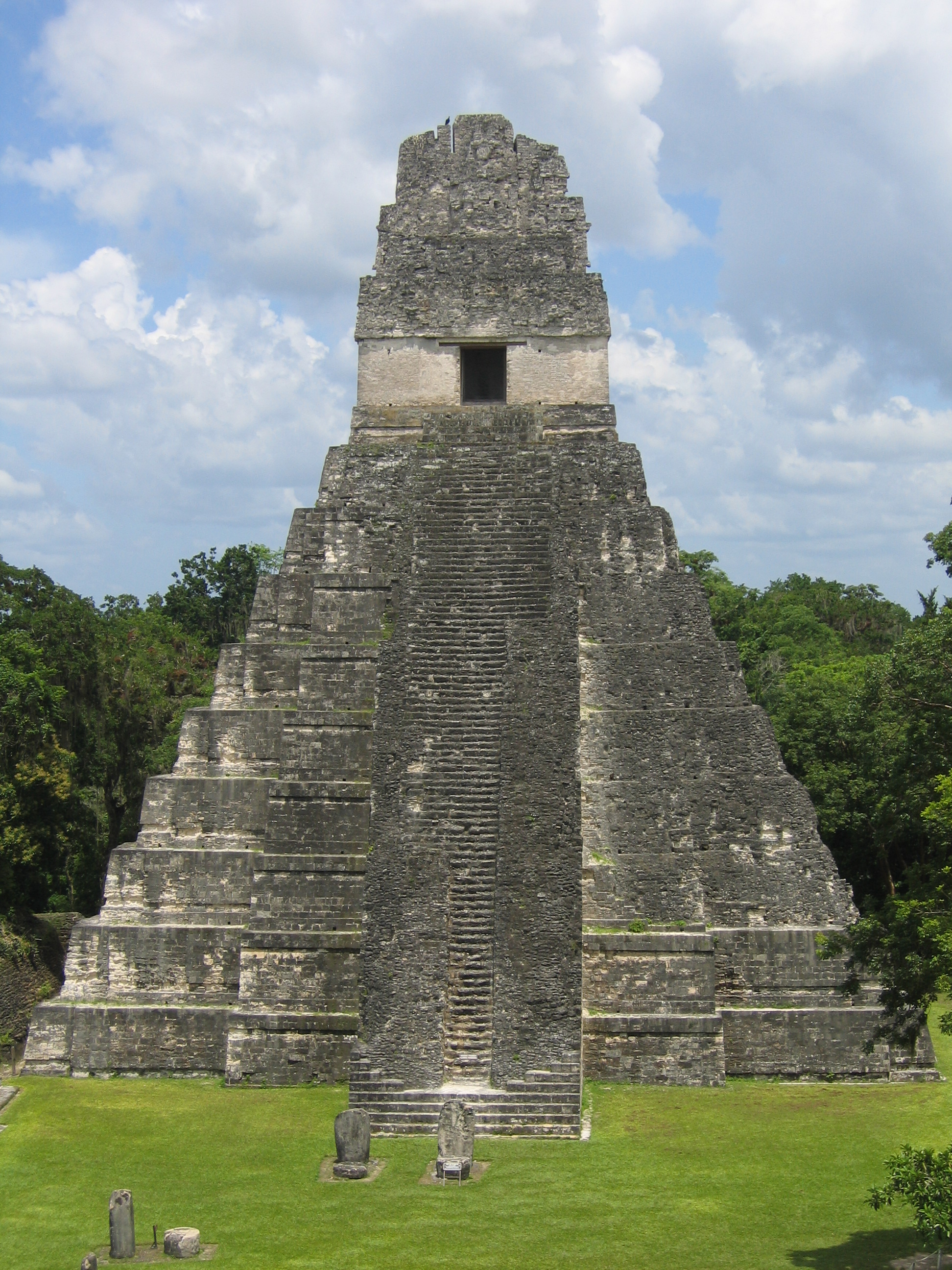
Maya-Tempel in Tikal (um 800)
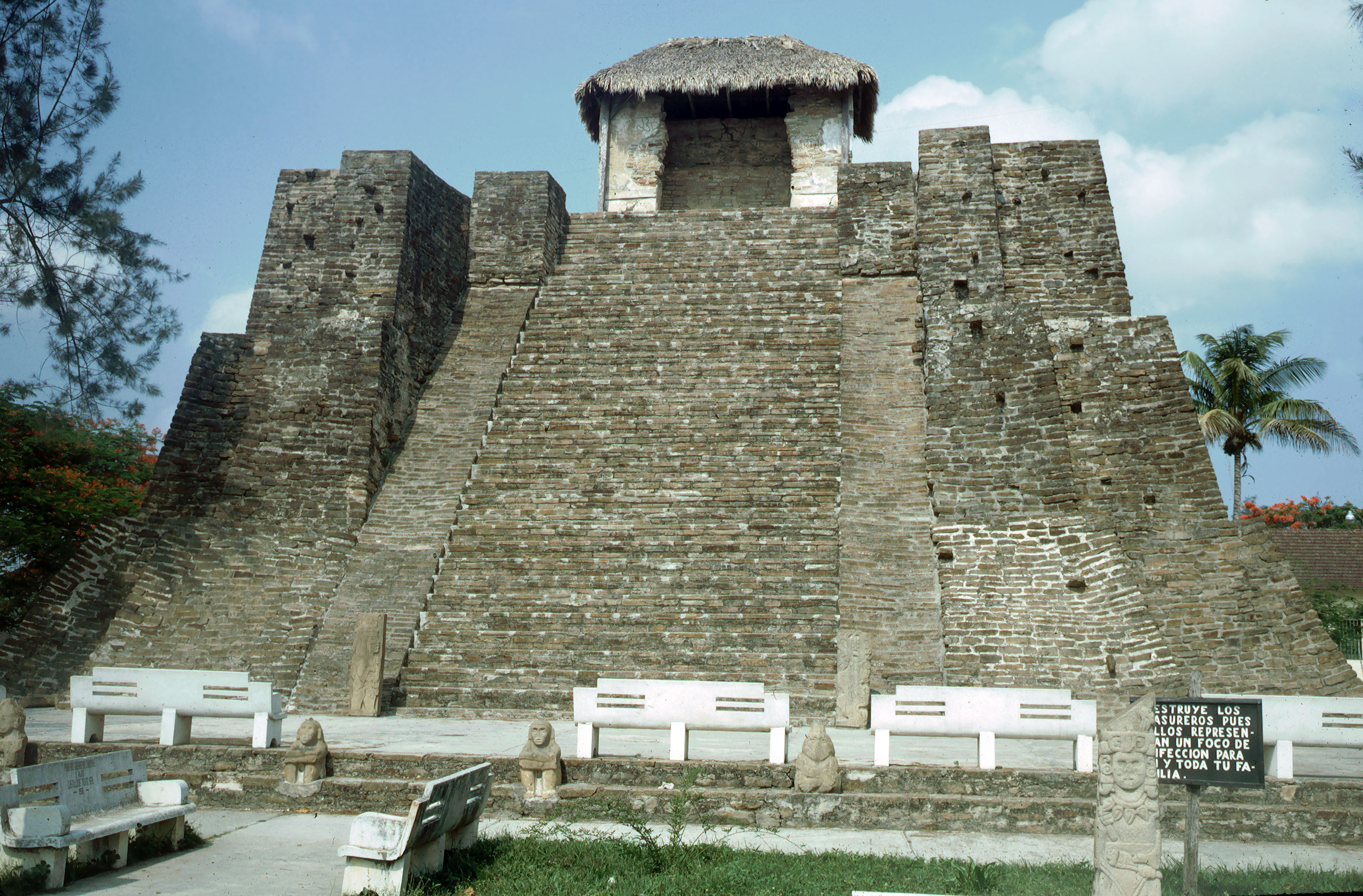
Castillo de Teayo (um 1100)
Chichén Itzá El Castillo (um 1200)

## Nordische Tempel
Über die nordischen Tempel ist nur noch wenig bekannt, der bekannteste, der Tempel in Alt-Uppsala wurde ebenfalls zerstört. Es sollen große Holzmonomente im offen gebauten Stil gewesen sein, mit farbfroher (meist roter) Bemalung. In Mitten oder am Schrein sollen große hölzerne oder steinernde Götzenfiguren des Tempels gewidmeten Gott gestanden haben. Alle Informationen zu den Tempeln stammen aus Chronologien und Erzählungen christlicher Geschichtsschreiber und könnten dementsprechend negativ verfälscht oder ausgeschmückt sein.